# Esperce
Esperce (okzitanisch Espèrça) ist eine französische Gemeinde mit 281 Einwohnern (Stand: 1. Januar 2022) im Département Haute-Garonne in der Region Okzitanien (vor 2016 Midi-Pyrénées). Sie gehört zum Arrondissement Muret und zum Kanton Auterive. Die Bewohner werden Esperçois(es) genannt.

## Geographie
Die Gemeinde Esperce liegt an der Grenze zum Département Ariège, etwa 37 Kilometer südlich von Toulouse am Rand der Landschaft Lauragais. Umgeben wird Esperce von den Nachbargemeinden Lagrâce-Dieu im Norden, Puydaniel im Norden und Nordosten, Mauressac im Nordosten, Grazac  im Osten, Caujac im Osten und Südosten, Gaillac-Toulza im Südosten und Süden, Lézat-sur-Lèze im Westen sowie Saint-Sulpice-sur-Lèze im Nordwesten.

## Geschichte
Die Keimzelle der Ortschaft ist eine frühere Bastide.

### Bevölkerungsentwicklung
| Jahr                       | 1962 | 1968 | 1975 | 1982 | 1990 | 1999 | 2006 | 2013 | 2020 |
| Einwohner                  | 303  | 220  | 201  | 176  | 186  | 210  | 233  | 253  | 266  |
| Quellen: Cassini und INSEE |      |      |      |      |      |      |      |      |      |

## Sehenswürdigkeiten
- Kirche Saint-Barthélemy aus dem 13. Jahrhundert
- Schloss
- Taubenturm aus Backstein

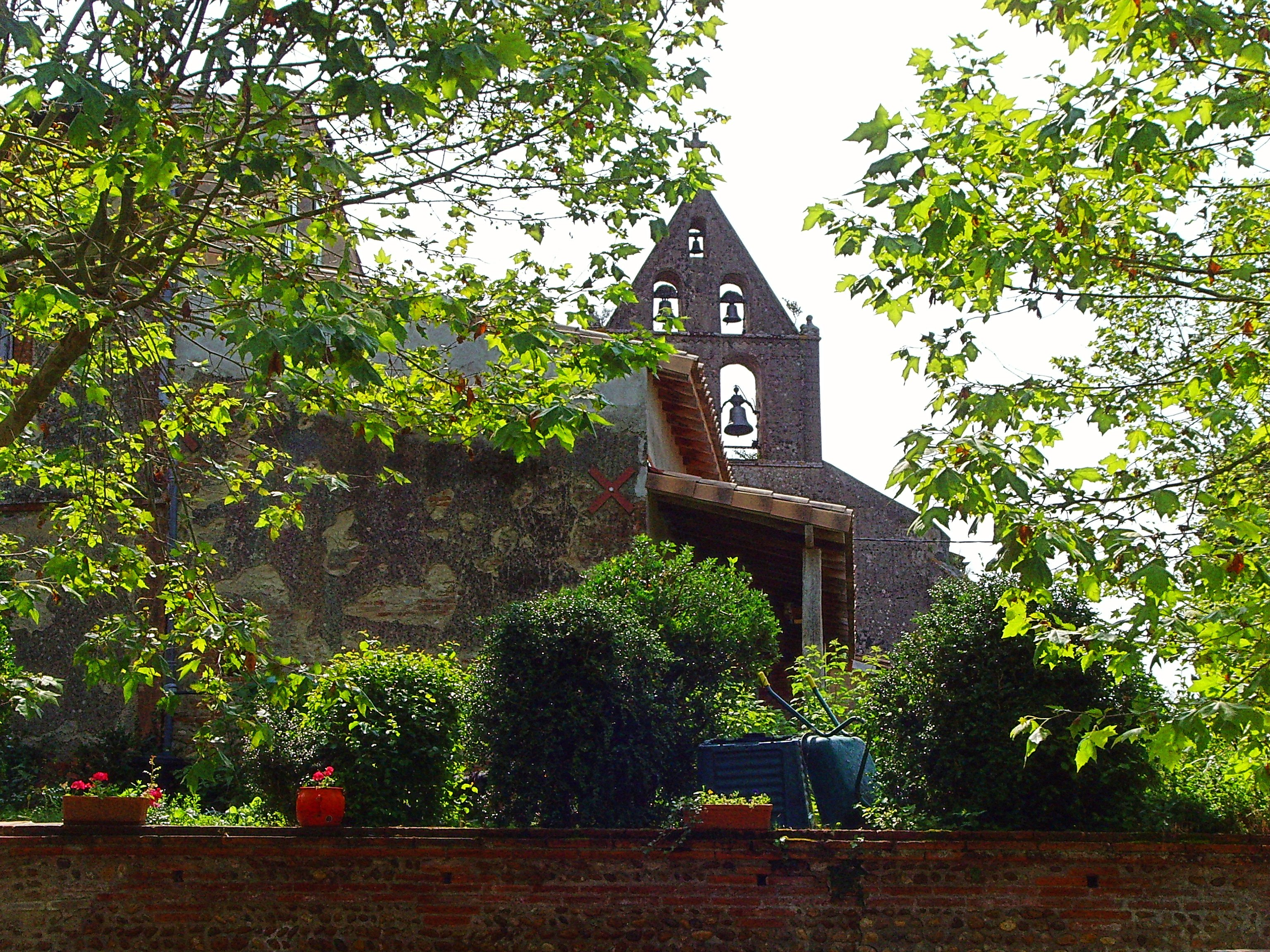
Kirche Saint-Barthélemy, Glockengiebel
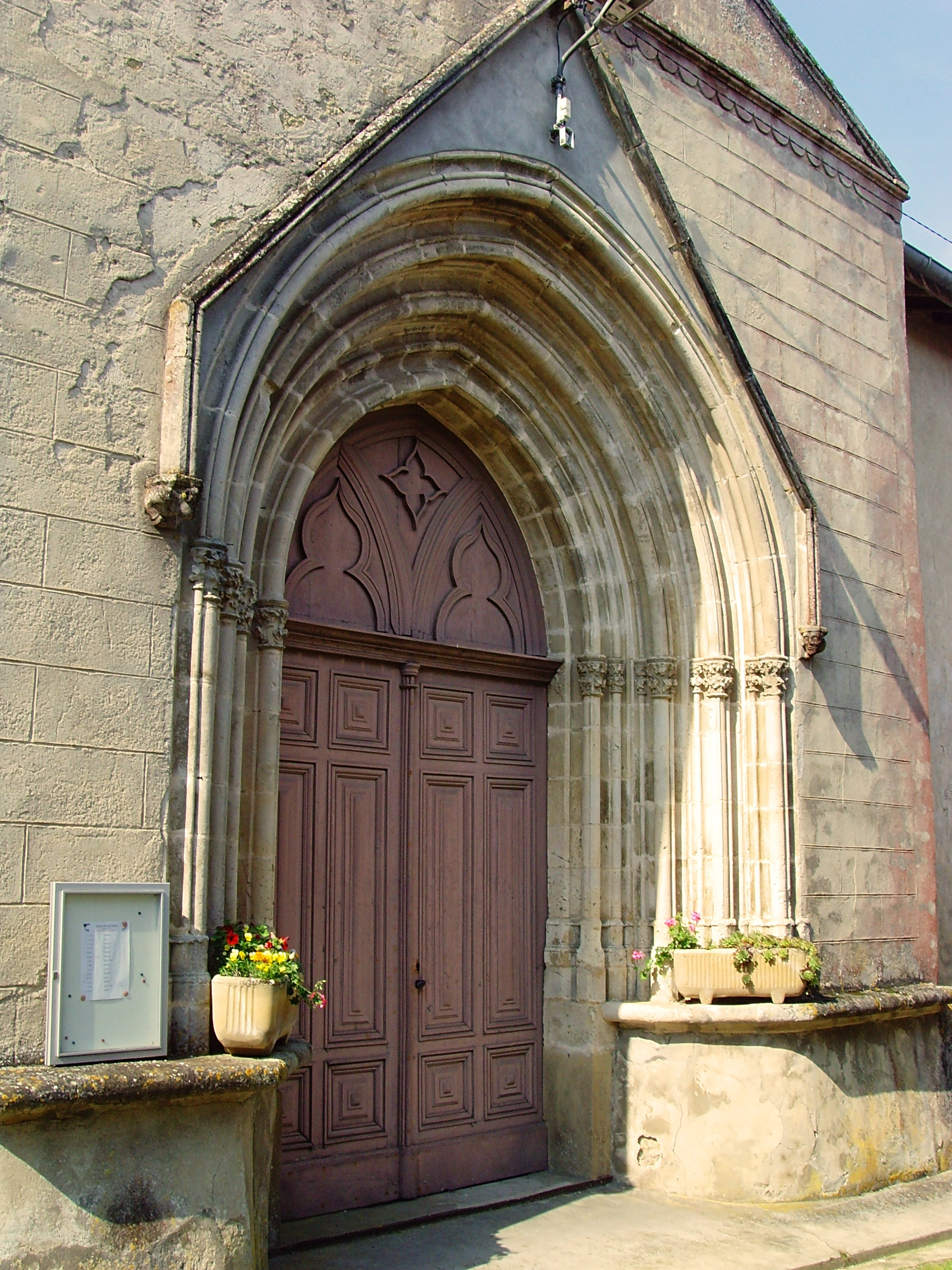
Kirche Saint-Barthélemy, Portal
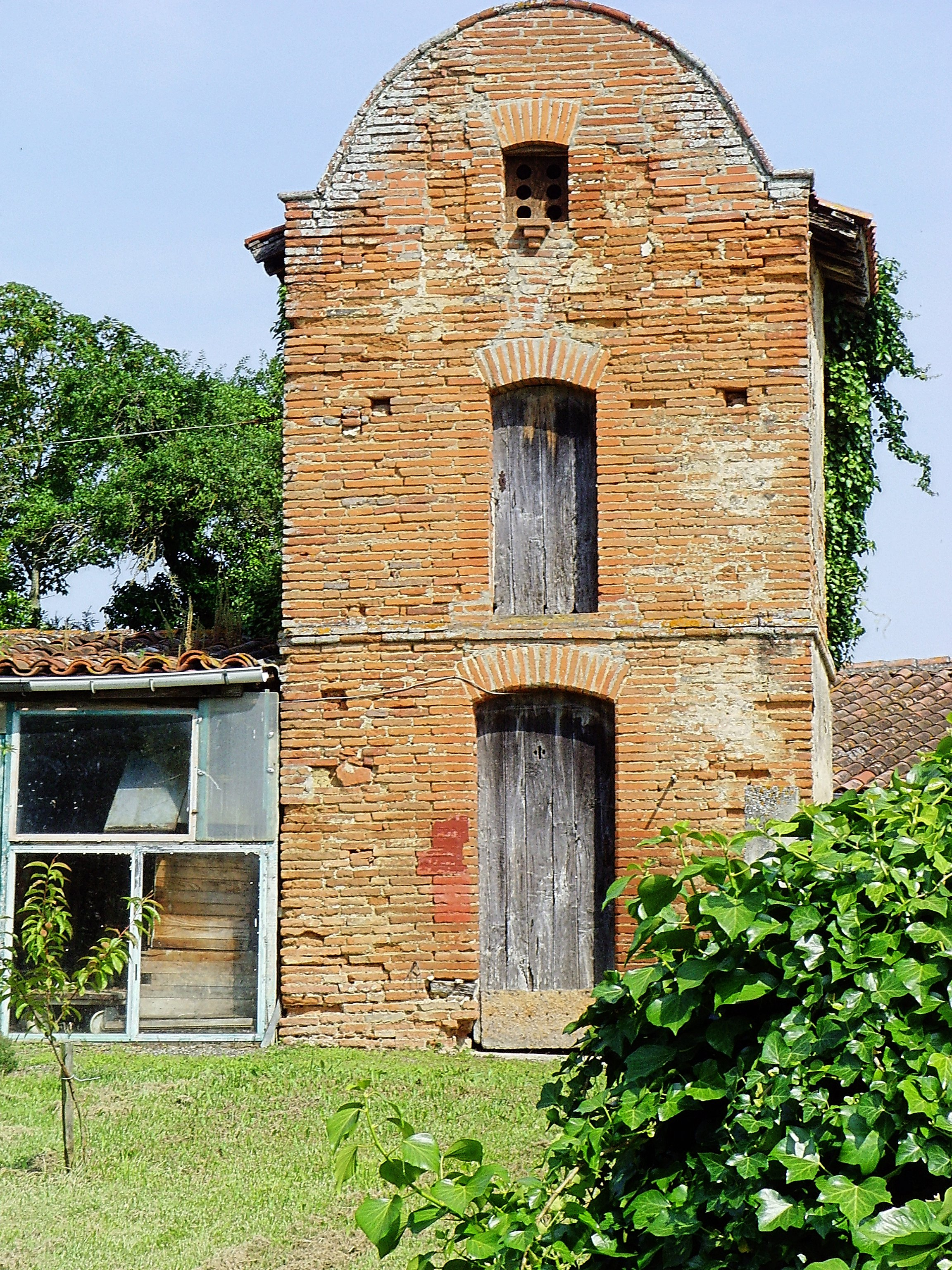
Taubenturm